# Für’s Jagdschloss
Für’s Jagdschloss war eine österreichische Monatszeitung, die zwischen 1902 und 1907 in Amstetten erschien. Ihre Fortsetzung waren von 1908 bis 1915 die Jagdherren-Zeitung Für’s Jagdschloss und von 1916 bis 1928 die Reichsrundschau für Adel und Gesellschaft.
Die Zeitschrift Für’s Jagdschloss trug die Nebentitel Organ der Jagdherrn Österreich-Ungarns (bis 1902), monatlich erscheinende Jagdherren-Zeitung für Österreich-Ungarn (bis 1905) und Monatlich erscheinende Jagdherren-Zeitung für Österreich-Ungarn und Deutschland (bis 1907).